# Villadesuso (Oya)
Villadesuso (en gallego Viladesuso, y oficialmente, San Miguel de Viladesuso) es una parroquia perteneciente al municipio pontevedrés de Oya en Galicia, España. Según el IGE, en el 2019 vivían 479 personas, 242 hombres y 237 mujeres.

## Lugares
Según el IGE, en la parroquia se encuentran los siguientes núcleos de población:
- A Barroca.
- Mogollón (O Mogollón)
- Os Loureiros.
- Os Pérez.
- O Serrallo.
- Preáns (Os Preáns)
- Serraseca (A Serra Seca)
- Sobral (O Sobral)

No figuran en el noménclator:
- A Volta das Orelludas.
- O Enguido.
- Paxariños.
- Portosanín.